# Бернстайн, Уолтер
Уолтер Бернстайн (англ. Walter Bernstein; 20 августа 1919, Нью-Йорк — 23 января 2021, там же) — американский кино- и телесценарист, военный корреспондент.

## Биография
Родился 20 августа 1919 года в Бруклине. Окончил Дартмутский колледж (1940). Во время учёбы писал кинорецензии для студенческой газеты Daily Dartmouth. В 1941 году призван в армию, где служил военным корреспондентом до окончания Второй мировой войны. Писал эссе для армейского еженедельника Yank и журнала The New Yorker. После войны издал их в виде отдельной книги. Публикация была замечена в Голливуде, и в 1947 году студия Columbia Pictures предложила автору контракт сценариста.
Первой поставленной работой Бернстайна стала адаптация британского романа «Поцелуями сотри кровь с моих рук» (Kiss the Blood Off My Hands, 1948), написанная им совместно с Беном Мэддоу. В декабре 1947 года, ещё до выхода фильма на экраны, сценарист покинул Голливуд, поскольку туда обратила свой взор Комиссия по расследованию антиамериканской деятельности, а Бернстайн годом ранее вступил в Коммунистическую партию США. Он вернулся в Нью-Йорк, где вскоре добился успеха как телесценарист, что, впрочем, не спасло его
от попадания в 1950 году в так называемый «чёрный список» Голливуда, куда включали деятелей культуры, заподозренных в симпатиях к коммунизму. В течение десяти лет Бернстайн был лишён возможности работать в индустрии под собственным именем. Тем не менее он продолжил писать для ТВ, прибегая к всевозможным псевдонимам. Его сценарий адаптации романа Марка Твена «Принц и нищий» был даже отмечен премией Святого Христофора, но явиться за наградой он не мог.
В 1959 году, когда антикоммунистическая кампания стала сходить на нет, Бернстайн вернулся в Голливуд, где снова начал трудиться под своим именем. Его творчество отличалось жанровым разнообразием, он сочинял вестерны, триллеры, комедии, мелодрамы. Однако его самые яркие работы для кино посвящены эпохе «чёрного списка» — «Подставное лицо» (The Front, 1976) и «Дом на Кэрролл-стрит» (The House On Carroll Street, 1988). За основанный на личном опыте сценарий «Подставного лица» Бернстайн номинировался в 1977 году на премию «Оскар» и приз Гильдии сценаристов США. С 1990-х годов писал главным образом для телевидения. Написал, в частности, удостоившийся высоких оценок сценарий телевизионной картины «Дети мисс Эверс» (Miss Evers’ Boys, 1997).
Уолтер Бернстайн умер 23 января 2021 года от пневмонии.